# Ferdinand van Altena
Ferdinand van Altena (Amsterdam, 6 juni 1936 - Kalenberg, 12 december 2006) was in 1961 mede-oprichter van de folkloristische dansgroep Terpsichore, die zich onder zijn leiding ontwikkelde tot het Internationaal Danstheater.
Hij beschikte over een zeer grote kennis van diverse volksdansvormen. Van Altena zorgde ervoor dat het toentertijd uit dansamateurs bestaande gezelschap zich ontwikkelde tot een professionele dansgroep die tot een van de grootste gezelschappen van Nederland is gaan behoren. Ook wist hij door een niet-aflatende inspanning ervoor te zorgen dat Het Internationaal Danstheater voor subsidieverlening in aanmerking kon komen. Zijn stuwende en niet aflatende kracht en energie maakten het Internationaal Danstheater tot wat het geworden is: een internationaal gezelschap met alleen al in Nederland meer dan 80.000 bezoekers per jaar.
Van Altena werd wereldwijd gevraagd als jurylid bij grote dansfestivals.Zijn expertise maakte hem tot de éminence grise van de (volks)dans.
Van Altena werd onderscheiden met de Zilveren Penning van de stad Amsterdam, het ridderschap in de Orde van Oranje-Nassau en het officierskruis van de Orde van Verdienste van de Republiek Hongarije. 
In het voorjaar van 1997 ging hij met pensioen en verhuisde hij met zijn vrouw naar een boerderij in het pittoreske waterdorp Kalenberg in de kop van Overijssel. Ze verbouwden de boerderij gedurende 4 jaar. In 2001 sloeg de bliksem in de zorgvuldig verbouwde boerderij die vervolgens tot op de grond afbrandde. Van Altena en zijn vrouw overleefden de brand. In 2004 overleefden Ferdinand van Altena en zijn vrouw Thérèse van Altena-Laurant (choreografe bij het Internationaal Danstheater) ternauwernood de tsunami in Sri Lanka. Kort daarop werd darmkanker bij hem geconstateerd. Ferdinand van Altena overleed op 12 december 2006 op 70-jarige leeftijd. Hij regisseerde zijn afscheid van a tot z en maakte van zijn crematie zijn laatste voorstelling.
Ferdinand van Altena was de broer van de in 1999 overleden dichter, schrijver en vertaler Ernst van Altena.

## Publicaties
- Het Folkloristisch Danstheater, door Ferdinand van Altena, Leo Divendal en Eva van Schaik, 1991
- Thérèse van Altena-Laurant publiceerde in oktober 2007 het boek "Mantelmeeuw" een 'dood'gewoon verhaal. Een open en aangrijpend verhaal over de indrukwekkende manier waarop Ferdinand van Altena de periode tussen zijn ziekte en zijn euthanasie overbrugde. (ISBN 978-90-812224-1-9)